# Sportovní Klub Slavia Praha 2021-2022
Questa voce raccoglie le informazioni riguardanti lo Sportovní Klub Slavia Praha nelle competizioni ufficiali della stagione 2021-2022.

## Rosa
| N. |                      | Ruolo | Calciatore             |
| -- | -------------------- | ----- | ---------------------- |
| 1  | Rep. Ceca (bandiera) | P     | Ondřej Kolář           |
| 2  | Rep. Ceca (bandiera) | D     | David Hovorka          |
| 3  | Rep. Ceca (bandiera) | D     | Tomáš Holeš            |
| 4  | Svezia (bandiera)    | D     | Aiham Ousou            |
| 5  | Danimarca (bandiera) | D     | Alexander Bah          |
| 6  | Ucraina (bandiera)   | D     | Maksym Talovjerov      |
| 8  | Rep. Ceca (bandiera) | C     | Lukáš Masopust         |
| 9  | Nigeria (bandiera)   | C     | Peter Oladeji Olayinka |
| 10 | Serbia (bandiera)    | A     | Srđan Plavšić          |
| 11 | Rep. Ceca (bandiera) | A     | Stanislav Tecl         |
| 13 | Rep. Ceca (bandiera) | C     | Daniel Samek           |
| 14 | Rep. Ceca (bandiera) | A     | Daniel Fila            |
| 15 | Rep. Ceca (bandiera) | D     | Ondřej Kúdela          |
| 17 | Rep. Ceca (bandiera) | C     | Lukáš Provod           |

| N. |                           | Ruolo | Calciatore       |
| -- | ------------------------- | ----- | ---------------- |
| 18 | Rep. Ceca (bandiera)      | D     | Jan Bořil        |
| 19 | Liberia (bandiera)        | C     | Oscar Dorley     |
| 20 | Nigeria (bandiera)        | A     | Yira Sor         |
| 21 | Danimarca (bandiera)      | C     | Mads Emil Madsen |
| 22 | Rep. Ceca (bandiera)      | A     | Michal Krmenčík  |
| 23 | Rep. Ceca (bandiera)      | C     | Petr Ševčík      |
| 25 | Slovacchia (bandiera)     | C     | Jakub Hromada    |
| 26 | Slovacchia (bandiera)     | C     | Ivan Schranz     |
| 27 | Costa d'Avorio (bandiera) | C     | Ibrahim Traoré   |
| 28 | Rep. Ceca (bandiera)      | P     | Aleš Mandous     |
| 30 | Ucraina (bandiera)        | D     | Taras Kačaraba   |
| 31 | Rep. Ceca (bandiera)      | P     | Přemysl Kovář    |
| 32 | Rep. Ceca (bandiera)      | C     | Ondřej Lingr     |
| 33 | Rep. Ceca (bandiera)      | D     | David Jurásek    |